# C/1911 S3 (Beljawsky)
Kometa Bielawskiego (Beljawsky, C/1911 S3) – kometa nieokresowa, po raz pierwszy zaobserwowana 29 września 1911 roku przez Siergieja Bielawskiego.

## Orbita
Orbita komety C/1911 S3 ma kształt hiperboli o mimośrodzie 1,0001. Jej peryhelium znalazło się w odległości 0,3 j.a. od Słońca i kometa przeszła przez nie 10 października 1911 roku. Nachylenie orbity względem ekliptyki to wartość 96,47˚.